# William Edward Boeing

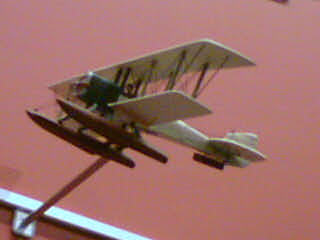
Model del primer avió de la Boeing.

William Edward Boeing (1 d'octubre de 1881 - 28 de setembre de 1956) va ser un pioner de l'aviació que va fundar la companyia Boeing.

## Biografia
William E. Boeing va néixer a Detroit, Michigan i era fill d'un immigrant alemany enriquit amb negocis de fusta i mineral de ferro. Va estudiar a la Universitat Yale (Sheffield Scientific School) i el 1903 la va deixar per iniciar la seva aventura empresarial aprofitant-se de les oportunitats que sorgien en el món de la indústria de la fusta en el nord-est dels Estats Units. El 1910, va assistir a una demostració aèria a Califòrnia i des de llavors va descobrir la seva veritable passió pel món aeronàutic. Cinc anys més tard va aprendre a volar a Los Angeles (Califòrnia) a l'escola que dirigia Glenn Martin i va comprar el seu primer avió: un hidroavió Martin.
Aquests primers vols que William E. Boeing realitzava, a poc a poc es van anar convertint en professionals; ell i el seu amic G. Conrad Westervelt començaven a dissenyar les peces d'avió que ells trobaven que milloraven el disseny inicial.
Anys després, en el 1916 Boeing va fundar la companyia Pacific Aero Products, just un any abans que els Estats Units entressin a la Primera Guerra Mundial (1917). L'edifici que va ser la primera factoria d'avions es trobava al costat del riu Duwamish i era un graner fet de fusta denominar el "graner vermell" (Red Barn). Boeing va canviar el nom de la companyia pel de Boeing Airplane Company i va rebre comandes de l'Exèrcit dels Estats Units d'Amèrica.